# Friedrich Jakob Hill
Friedrich Jakob Hill (* 2. Januar 1758 in Darmstadt; † 31. Dezember 1846 ebenda) war ein hessischer Maler des 18. und 19. Jahrhunderts.

## Leben und Werk

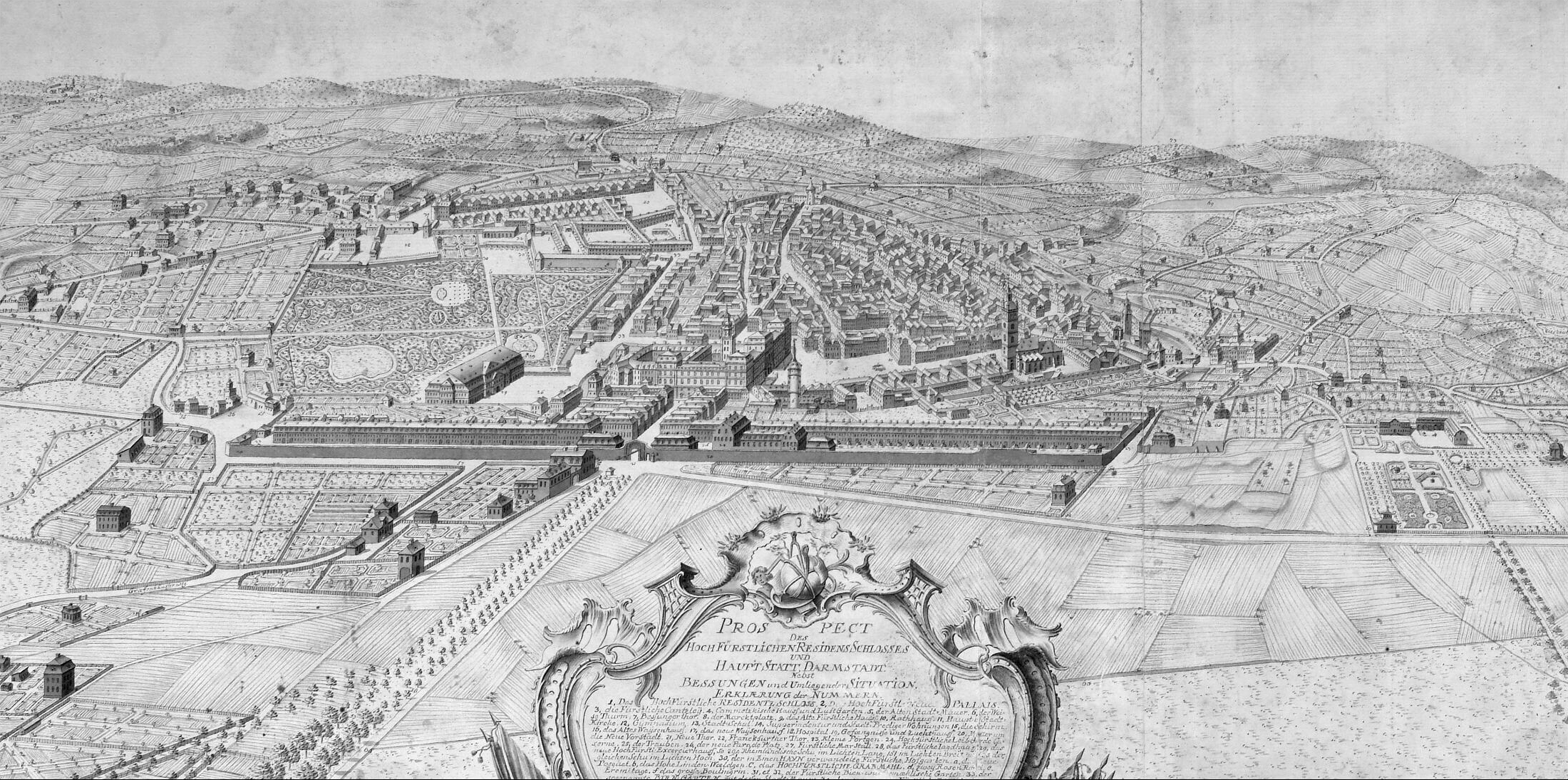
"Prospect des Hochfürstlichen Residensschlosses und Hauptstatt Darmstadt ..." (1776)

Friedrich Jakob Hill erhielt erste künstlerische Unterweisungen von seinem Vater, dem Ingenieur Johann Jakob Hill (1730–1801), dem er bei dessen architektonischen und topografischen Arbeiten half. Hill gilt als Miturheber des so genannten „Hillschen Prospekts“.
Über seine Ausbildung ist nur wenig bekannt. Hill ging vermutlich bei dem Hofmaler Johann Ludwig Strecker in die Lehre. Nach der Lehre erhielt er vermutlich in den Jahren 1783 bis 1788 eine akademische Ausbildung und Weiterbildung, u. a. in Paris, wie eine Anzahl von Aktstudien und Architekturskizzen mit französischem Einfluss bezeugt. Hill hielt sich nachweislich in der pfälzischen Residenz Mannheim auf. Eine weitere Spur findet sich im Stammbuch von Johann Wilhelm Kekulé in Braubach. In Darmstadt betätigte sich Hill vor allem als Bildnis- und Miniaturenmaler; er malte vor allem Aquarelle und auf Elfenbein.
Zwischen dem Künstler und den Söhnen des Landgrafen Ludwig IX. soll schon in jungen Jahren eine freundschaftliche Beziehung bestanden haben. Im Jahr 1799 wurde er in Darmstadt zum Hofmaler ernannt. Die fürstliche Familie und Mitglieder des Hofs gehörten zu seinen Hauptauftraggebern. 1823 folgte Hills Ernennung zum Hofrat. Im Besitz des Großherzogs von Hessen befand sich ein Skizzenbuch mit Porträts von Mitgliedern des Hofes und der Hofgesellschaft.
Werke von Hill befinden sich unter anderem in der Miniatursammlung auf Schloss Rosenborg in Kopenhagen, hierbei handelt es sich um zwei Miniaturen von Marie von Hessen-Kassel. Die Royal Collection auf Windsor Castle enthält eine von Hill signierte Aquarellminiatur auf Elfenbein der Prinzessin Luise von Nassau-Usingen (1763–1845).